# Río Marga Marga
Der Estero Marga-Marga ist ein Fluss in Chile. Er fließt durch Viña del Mar. Bis zum Bau eines zentralisierten Abwassersystems in den 90er Jahren wurden die Abwässer von Viña del Mar ungeklärt in den Marga-Marga geleitet.